# L’enfant et les sortilèges
L’enfant et les sortilèges (deutsch: Das Kind und der Zauberspuk) ist eine Oper von Maurice Ravel, die 1924 fertiggestellt und 1925 uraufgeführt wurde. Das Libretto schrieb Sidonie-Gabrielle Colette.

## Handlung

### Erster Teil
Ein Kind sitzt missmutig am Schreibtisch. Es hat keine Lust, seine Schulaufgaben zu erledigen. Als sich seine Mutter nach dem Fortgang der Arbeiten erkundigt, streckt das Kind ihr kurzerhand die Zunge heraus. Die Mutter ist entsetzt: „Du bleibst bis zum Abendessen alleine und denkst über den Kummer deiner Mutter nach!“ Die Tür schließt sich. Eine grenzenlose Wut packt das Kind. Sein zerstörerischer Zorn richtet sich gegen die Welt der Erwachsenen, die es umgibt. In einer ungestümen Aufwallung verwüstet es sein Zimmer und quält erbarmungslos seine Haustiere. Der blinden Aggression folgt der triumphierende Ruf: „Ich bin böse und frei!“.

### Zweiter Teil
Danach herrscht Stille, nur einen Moment lang. Denn plötzlich geschehen wundersame Dinge: Einer nach dem Anderen erwachen die Gegenstände im Zimmer zum Leben: Möbel, Uhr, Tasse, Teekanne, Feuer, Schäfer von der Tapete, Kaminfeuer, Mathematiklehrer und Katzen klagen das Kind an und bedrängen es. Dann verschwinden die Mauern des Hauses. Das Kind findet sich erleichtert im Garten wieder. Doch der Alptraum geht weiter: Frösche, Libelle, Fledermaus und andere Tiere beschuldigen das Kind, greifen es an, beginnen schließlich, sich gegenseitig zu zerreißen. Ein Eichhörnchen wird aus dem Gewühl der kämpfenden Tiere herausgeschleudert. Spontan verbindet das Kind dem Tier die Pfote. Die übrigen Tiere erstarren und verstummen. Der Spuk hat ein Ende. Mit einer verklärenden Fuge endet das Stück: „Es ist gut, das Kind, es ist ‚sage‘“ (franz. für „artig“ und „weise“), singen die Tiere beschwichtigt und geleiten das Kind zurück zur Mama.

## Entstehung
Colette und Maurice Ravel lernten sich bereits 1900 im Salon von Marguerite de Saint Marceaux kennen, der auch von Claude Debussy und Gabriel Fauré frequentiert wurde. Colette nahm Ravel als distanziert und trocken wahr. Erst 1914 wurde Colette von Jacques Rouché, der Direktor der Pariser Oper war, dazu aufgefordert, einen Entwurf für ein Feenballett zu schreiben. Von ihrer kurzen Skizze in Prosa, die sie in acht Tagen entwarf, war Rouché begeistert. Er schlug Maurice Ravel als Komponisten vor, gab aber gleichzeitig zu bedenken, dass die Kompositionsarbeit länger währen könnte. Ravel akzeptierte das Libretto, nahm dann aber 1916 bei Verdun am 1. Weltkrieg teil. Als im Jahr 1917 Ravels Mutter starb und die Grundstimmung zu Le tombeau de Couperin vorgab, näherte er sich wieder Colettes Entwürfen und vollendete die Oper 1924. Die Uraufführung fand ein Jahr später in der Opéra de Monte Carlo statt.

## Form
L’enfant et les sortilèges ist eine durchkomponierte Oper, in der einzelne Nummern durch Zwischenspiele verbunden sind.
Erster Teil
- „J’ai pas envie de faire ma page!“ – Das Kind
- „Bébé a été sage?“ – Mama
- „Ça m’est égal!“ – Das Kind
- „Votre serviteur, humble Bergère“ – Der Sessel und die Bergère
- „Ding, ding, ding, ding“ – Die Standuhr
- „How’s your mug?“ – Die Teetasse
- „Keng-ça-fou, mah-jong“ – Die chinesische Tasse
- „Oh! Ma belle tasse chinoise!“ – Das Kind
- „Arrière! Je réchauffe les bons“ – Das Feuer
- „Adieu, Pastourelles!“ – Hirtinnen und Hirten
- „Ah! C’est elle! C’est elle!“ – Das Kind und die Prinzessin
- „Toi, le cœur de la rose“ – Das Kind
- „Deux robinets coulent dans un réservoir!“ – Der kleine Mann und die Ziffern
- „Oh! Ma tête!“ – Das Kind
- „Duo miaulé“ – Die Katzen

Zweiter Teil
- Musique d’insectes, de rainettes, etc. – Chor der Tiere
- „Ah! Quelle joie de te retrouver, Jardin!“ – Das Kind
- „Nos blessures!“ – Die Bäume
- „Où es tu, je te cherche…“ – Die Libelle
- „Rends-la moi… Tsk, Tsk…“ – Ronde der Fledermäuse
- Tanz der Laubfrösche
- „Sauve-toi, sotte! Et la cage? La cage?“ – Das Eichhörnchen
- „Ah! C’est l’enfant au couteau!“ – Ensemble
- „Il a pansé la plaie…“ – Ensemble
- „Il est bon, l’enfant, il est sage“ – Ensemble
- „Maman“ – Das Kind

Es existieren eine englische und eine deutsche singbare Übersetzung. Eine der deutschen Übersetzungen, die von Stephan Göritz stammt, erlebte am 25. Februar 2001 im Berliner Konzerthaus am Gendarmenmarkt mit Gert Westphal als Erzählerstimme ihre Erstaufführung.
In einem abendfüllenden Programm wird das Stück häufig gemeinsam mit L’heure espagnole vom selben Komponisten aufgeführt.